# Légzőcső

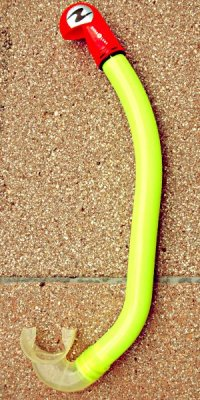
Snorkel

A légzőcső (búvárpipa, sznorkel), egy hajlított műanyag cső, amelynek segítségével a búvárok a felszínen úszva úgy tudnak lélegezni, hogy nem kell kiemelni a fejüket a vízből.
A légzőcső alsó részén van a puha szilikonból készült csutora, ezt veszi a búvár a szájába. A csutorán lehet egyszerű visszacsapó szelep, ez segíti a légzőcsőbe került víz kifújását. A felső csővég kialakítása szerint a légzőcső lehet nyitott végű, félszáraz és száraz. A nyitott végűbe könnyen becsaphatnak a hullámok, ezért ez a fajtát csak nem hullámos, nyugodtabb vízben javasolt használni. A félszáraz légzőcső tetején egy hullámvédő sapka van, ami megakadályozza, hogy a hullámok vizet juttassanak a csőbe. A száraz légzőcső végén egy szelep van, ami akkor is megakadályozza a víz bejutását, ha a búvár teljesen a víz alá merül. Bár ez utóbbi hasznosnak tűnhet, hátránya hogy a csőben maradt levegő extra felhajtóerőt ad, ami nehezíti a merülést és a légzőcső amúgy is könnyen vízteleníthető egy erős fújással. A csővég gyakran élénk színű anyagből készül, így a vízben lévő búvár már messziről is észrevehető.